# Bauernfeind-Prisma

Strahlengang in einem Bauernfeind-Prisma für 60 Grad Ablenkung. Die grün gezeichnete Seite ist verspiegelt.

Ein Bauernfeind-Prisma ist eine Kategorie der Reflexionsprismen
und wird benutzt, um den Strahlengang um 45° bis 60° abzulenken, abhängig von der Konstruktion, 
ohne das Bild zu kippen oder zu rotieren.
Es ist nach seinem Erfinder, dem deutschen Geodäten Karl Maximilian von Bauernfeind, benannt.
Der Strahl wird im Prisma zweimal reflektiert, wobei eine der Reflexionen steiler ist als der Grenzwinkel der Totalreflexion, daher benötigt das Prisma eine Verspiegelung an dieser Oberfläche.
Ein Bauernfeind-Prisma mit 45° Strahlablenkung wird auch als Halb-Pentagon-Prisma bezeichnet.
Ein Bauernfeind-Prisma kann zusammen mit einem Schmidt-Prisma zu einem Schmidt-Pechan-Prisma kombiniert werden.

## Anwendungen
Das Bauernfeind-Prisma wird genutzt in Mikroskopen und geodätischen Instrumenten auf dem Weg zum Okular, um diese Geräte ergonomischer zu gestalten. 
Jüngere Anwendungen sind Brillen, die den Blickwinkel entweder nach unten (zum entspannten Lesen oder Fernsehen mittels Liegebrille) oder nach oben (zum Beobachten eines Sportkletterers durch eine Sicherungsbrille) richten.